# Corea del Nord ai IX Giochi olimpici invernali
La Corea del Nord partecipò ai IX Giochi olimpici invernali, svoltisi a Innsbruck, Austria, dal 29 gennaio al 9 febbraio 1964, con una delegazione di 13 atleti impegnati in due discipline.

## Medagliere

### Per discipline
| Sport                   | Oro | Argento | Bronzo | Totale |
| ----------------------- | --- | ------- | ------ | ------ |
| Pattinaggio di velocità | 0   | 1       | 0      | 1      |
| Totale                  | 0   | 1       | 0      | 1      |

### Medaglie
| Medaglia | Atleta      | Sport                   | Evento           |
| -------- | ----------- | ----------------------- | ---------------- |
| Argento  | Han Pil-Hwa | Pattinaggio di velocità | 3000 m femminile |